# Army Men
Army Men é uma série de jogos de vídeo desenvolvidos pela 3DO e pela Global Star Software. É baseado em vários conflitos entre quatro tipos de homens do exército de plástico, distinguidos pela sua cor: o verde, o bronzeado, o azul e o cinza. Duas outras facções, a Vermelha e a Laranja, bem como um exército muito menor, o Negro, também contribuem para a história. Duas facções adicionais, o Exército Galáctico e o Exército Alienígena, foram introduzidas em Army Men: Toys in Space.

## História

### Era do Studio 3DO
A ideia de um jogo de estratégia usando homens do exército de plástico surgiu do desejo dos desenvolvedores de evitar problemas de censura ao publicar o jogo na Alemanha. Chris Wilson, produtor do original Army Men, explicou:
"Os alemães são extremamente tensos sobre a violência realista, então Command & Conquer, por exemplo, mudou todas as suas unidades em robôs e mudou algumas das cenas cortadas. Mas nós não queríamos ter que fazer duas versões, e muito cedo no processo de design tínhamos planejado as coisas com pequenos homens do exército de plástico, então de repente percebemos que era assim que todo mundo sempre compara um jogo como esse a de qualquer maneira!"}}
Os homens do exército usaram cenas feitas no estilo dos clipes do Movietone News.

### Era do Global Star
Army Men: RTS foi o último jogo do Army Men a ser lançado pela The 3DO Company antes de entrarem para o capítulo 11 da falência. As principais franquias foram leiloadas, e a Army Men foi comprada pela Global Star Software (agora conhecida como 2K Play).
Em 2004, a Global Star publicou a War de Sarge. As versões PlayStation 2 e Xbox foram completadas por alguns membros da equipe original de desenvolvimento do Sarge's War da 3DO. A Global Star lançou então Army Men: Major Malfunction para o Xbox e PlayStation 2, e planejou uma versão do Nintendo DS, que não foi lançada. O Major Malfunction e Soldiers of Misfortune foram recebidos de forma desfavorável pelos críticos. Army Men: Mobile Ops é o mais recente jogo da série.

### Outros jogos
Um Army Men III feito por fãs estava em desenvolvimento pelo Neotl Empire, mas foi cancelado e resultou em um lançamento do código aberto inacabado do jogo em abril de 2018.

## Jogos da franquia
| Título                               | Data de lançamento | Plataformas                                                 | Gênero                                               | Notas                                                                            |
| ------------------------------------ | ------------------ | ----------------------------------------------------------- | ---------------------------------------------------- | -------------------------------------------------------------------------------- |
| Army Men                             | 1998               | Microsoft Windows, Game Boy Color                           | Tática em tempo real                                 |                                                                                  |
| Army Men II                          | 1999               | Microsoft Windows, Game Boy Color                           | Tática em tempo real                                 |                                                                                  |
| Army Men 3D                          | 1999               | PlayStation                                                 | Third-person shooter                                 |                                                                                  |
| Army Men: Sarge's Heroes             | 1999               | Nintendo 64, PlayStation, Dreamcast, Microsoft Windows      | Third-person shooter                                 | A primeira parcela na subsérie Sarge's Heroes.                                   |
| Army Men: Toys in Space              | 1999               | Microsoft Windows                                           | Tática em tempo real                                 |                                                                                  |
| Army Men: Air Attack                 | 1999               | PlayStation, Nintendo 64, Game Boy Color, Microsoft Windows | Third-person shooter                                 | As versões Nintendo 64 e Game Boy Color são re-intituladas Army Men: Air Combat. |
| Army Men: World War                  | 2000               | PlayStation, Microsoft Windows                              | Third-person shooter (PS) Tática em tempo real (WIN) | A primeira parcela na subsérie World War.                                        |
| Army Men: Air Tactics                | 2000               | Microsoft Windows                                           | Tática em tempo real                                 |                                                                                  |
| Army Men: World War - Land, Sea, Air | 2000               | PlayStation                                                 | Third-person shooter                                 |                                                                                  |
| Army Men: Sarge's Heroes 2           | 2000               | Nintendo 64, Game Boy Color, PlayStation, PlayStation 2     | Third-person shooter                                 |                                                                                  |
| Army Men: Air Attack 2               | 2000               | PlayStation, PlayStation 2, GameCube                        | Third-person shooter                                 |                                                                                  |
| Army Men: World War - Final Front    | 2001               | PlayStation                                                 | Third-person shooter                                 |                                                                                  |
| Army Men: Green Rogue                | 2001               | PlayStation 2, PlayStation                                  | Shoot 'em up                                         |                                                                                  |
| Army Men Advance                     | 2001               | Game Boy Advance                                            | Shoot 'em up                                         |                                                                                  |
| Portal Runner                        | 2001               | PlayStation 2, Game Boy Color                               | Jogo eletrônico de plataforma                        | Spin-off da subsérie Sarge's Heroes.                                             |
| Army Men: World War - Team Assault   | 2001               | PlayStation                                                 | Third-person shooter                                 |                                                                                  |
| Army Men: Operation Green            | 2001               | Game Boy Advance                                            | Shoot 'em up                                         |                                                                                  |
| Army Men: RTS                        | 2002               | PlayStation 2, Microsoft Windows, GameCube                  | Real-time strategy                                   | Um jogo de estratégia 3D.                                                        |
| Army Men: Turf Wars                  | 2002               | Game Boy Advance                                            | Shoot 'em up                                         |                                                                                  |
| Army Men: Sarge's War                | 2004               | Microsoft Windows, PlayStation 2, Xbox, GameCube            | Third-person shooter                                 |                                                                                  |
| Army Men: Major Malfunction          | 2006               | Xbox, PlayStation 2                                         | Third-person shooter                                 |                                                                                  |
| Army Men: Soldiers of Misfortune     | 2008               | Wii, Nintendo DS, PlayStation 2                             | Jogo eletrônico de plataforma                        |                                                                                  |
| Army Men: Mobile Ops                 | 2010               | Mobile                                                      | Shoot 'em up                                         |                                                                                  |

## Recepção
Durante seus últimos anos, a série Army Men foi criticada por X-Play e Seanbaby de EGM, pela frequência e qualidade declinante de cada novo título. A Revista Oficial da PlayStation do Reino Unido atribuiu seis jogos na série com pontuação de 3/10 ou menos.